# Shahrestān di Natanz
Lo shahrestān di Natanz (persiano شهرستان نطنز) è uno dei 24 shahrestān della provincia di Esfahan, in Iran. Il capoluogo è Natanz. Lo shahrestān è suddiviso in 2 circoscrizioni (bakhsh):
- Centrale (بخش مرکزی)
- Emamzadeh (بخش امام‌زاده) o di Bad Rud (بخش بادرود), con la città di Bad Rud.